# Fatilarkalkyl
Fatilarkalkyl är en kultförklarad satir på doktorsavhandlingar. Den bygger på påhittade vetenskapliga termer som beskriver matematik ur ett mycket invecklat och komplicerat perspektiv. Viktiga element inom fatilarkalkylen är askofrotteringsteori, fekanter, charlys, splurisation och självklart fatilarerna.
För avhandlingen stod Rickard Wilson som "disputerade" under mediabevakning den 4 juni 1955 vid Chalmers tekniska högskola. Diverse tidningar i huvudstaden lär, till skillnad från Göteborgstidningarna, ha tagit avhandlingen på stort allvar; kanske med anledning av alla referenser till påstått kända och okända matematiker, såsom  Émile Cortège och Thomas Sputteridgeworth.
För att läsaren skall få en bättre bild ingår väl ritade contaviserings-dulations-diagram och contaviserings-fekansdiagram i avhandlingen.